# Adetus abruptus
Adetus abruptus är en skalbaggsart som beskrevs av Belon 1902. Adetus abruptus ingår i släktet Adetus och familjen långhorningar. Inga underarter finns listade i Catalogue of Life.